# یلالان (دینار)
یلالان (به ترکی استانبولی: Yelalan) یک منطقهٔ مسکونی در ترکیه است که در دینار (شهر) واقع شده‌است.